# Trasmulas
Trasmulas es una localidad y pedanía española perteneciente al municipio de Pinos Puente, en la provincia de Granada, comunidad autónoma de Andalucía. Está situada en el extremo occidental de la comarca de la Vega de Granada. Cerca de esta localidad se encuentran los núcleos de Peñuelas, Láchar y Fuensanta.

## Historia
Edad Antigua

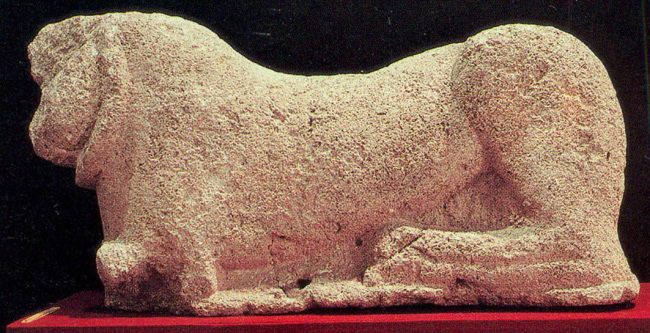
León ibérico encontrado en un yacimiento próximo a Trasmulas

Los restos históricos más antiguos que han sido descubiertos en Trasmulas proceden de una excavación de tres estatuas de leones ibéricos datadas entre la segunda mitad del siglo VII y VI a. C. Fueron halladas en 1945 durante trabajos para instalar una noria en una elevación junto al río Genil, en la finca de la duquesa de Lécera. Su contexto original es desconocido. Dos de los leones ingresaron en el Museo de Granada el 5 de junio de 1950, mientras que el tercero permaneció en propiedad privada.
Estas representaciones zoomorfas son características del mundo funerario ibérico, donde los leones, el animal más representado, se asocian con creencias del Mediterráneo transmitidas por los fenicios. Se interpretaban como protectores del difunto tanto en el plano terrenal —defensa de la tumba— como en el supraterrenal —carácter apotropaico—. Además, simbolizaban el poder y la legitimidad de una aristocracia que controlaba el territorio, marcando sus límites con estos monumentos funerarios en puntos estratégicos como cruces de caminos o fronteras.
La ubicación de los leones de Trasmulas cerca del río Genil, una importante frontera natural y vía de comunicación entre pueblos íberos como la Turdetania, Oretania y Bastetania, sugiere que podrían haber servido como hitos delimitadores del dominio de una oligarquía local. Su localización estratégica controlaba el valle del Genil, junto a un antiguo vado, cercano a yacimientos relevantes del Bronce Final, orientalizante e ibérico como el Cerro de la Mora y el Cerro de los Infantes (antigua Ilurco).
Posteriormente, durante el periodo romano, la fértil Vega de Granada favoreció la proliferación de villae, explotaciones agropecuarias de las que Trasmulas formó parte, integrándose en el Real Sitio del Soto de Roma, una antigua explotación romana ribereña. En la provincia de Granada son abundantes los vestigios romanos de villas y explotaciones agrícolas.

Edad Media
El Soto de Roma pasó a formar parte de los bienes directos de la Corona después de la toma de Granada por los Reyes Católicos. Sobre su pertenencia o no a la familia real nazarí, hay disparidad entre los especialistas.
El Soto de Roma, como señala el profesor Peinado, pudo cumplir durante el emirato la función de espacio comunal (harim) para los labradores que las cultivaban, lo cual no sería incompatible con su pertenencia al patrimonio real nazarí.
Con anterioridad a 1492, no se cuenta con testimonios directos de fuentes árabes sobre el Soto de Roma, y la información de la que se dispone procede de fuentes oficiales reales o de testigos moriscos, que declararon en pleitos que los nuevos propietarios castellanos de tierras colindantes mantuvieron entre sí. Las primeras resultan más fiables, ya que los oficiales castellanos se dedicaron con celo a establecer el patrimonio nazarí.
Su superficie, en aquella época, coincidía con la que quedó recogida en las Respuestas Generales del Catastro de Ensenada en el siglo XVIII: atravesado de punta a cabo por el río Genil, estaba rodeado por las alquerías de Ascorosa, Daimuz, Daimucejo, Dagaroleja, Trasmulas, Láchar, Cijuela, Torre de Roma (Romilla), Chauchina, Juceila, Galafe, Velaumín, Daralnayar y Daragedid. Se hallaba en la Vega de Granada, a tres leguas de distancia de la ciudad, con una longitud de levante a poniente de 7612 varas y en latitud de 4919 varas. Tenía una extensión de 27.767 marjales (casi 1500 hectáreas), toda de riego, siendo de labor 6980 marjales (cerca de 367 hectáreas), el resto era arbolado: “álamos negros y blancos, fresnos y mimbres, parrizas y otras malezas, como crecido número de moreras”.
Según el testimonio de los moriscos, en época nazarí era un espacio sin guarda, abierto a la caza, a la pesca, en el que se podía cortar leña y madera. Estaba rodeado de tierras pertenecientes a la aristocracia nazarí, “el propio emir (propietario de la alquería de Roma (Romilla) -y de su hermana Á ishat -(propietaria de Cijuela)-, linajes de relumbrón como los Abencerrajes (Banú al-Sarrách)- propietarios o co-propietarios de propietarios de Velaumín, Juceila, Daimuz Bajo, y Galafe-, y los Venegas (Banú Bannigásh)- que en 1431 poseían Daragoleja y participaban a finales del siglo XV en la propiedad de Daimuz Alto y de Juceila-, otros menos conocidos como los Cabzaníes (Banú al-Qabshaní)- que poseían Láchar y tenían cuotas propietarias en Daimuz Alto, Velaumín, El Jau y Chauchina-, y dos alcaides (el Valencí, propietario de Daragoleja y el Bedre o Beltre que poseía Trasmulas)”.
Edad Moderna

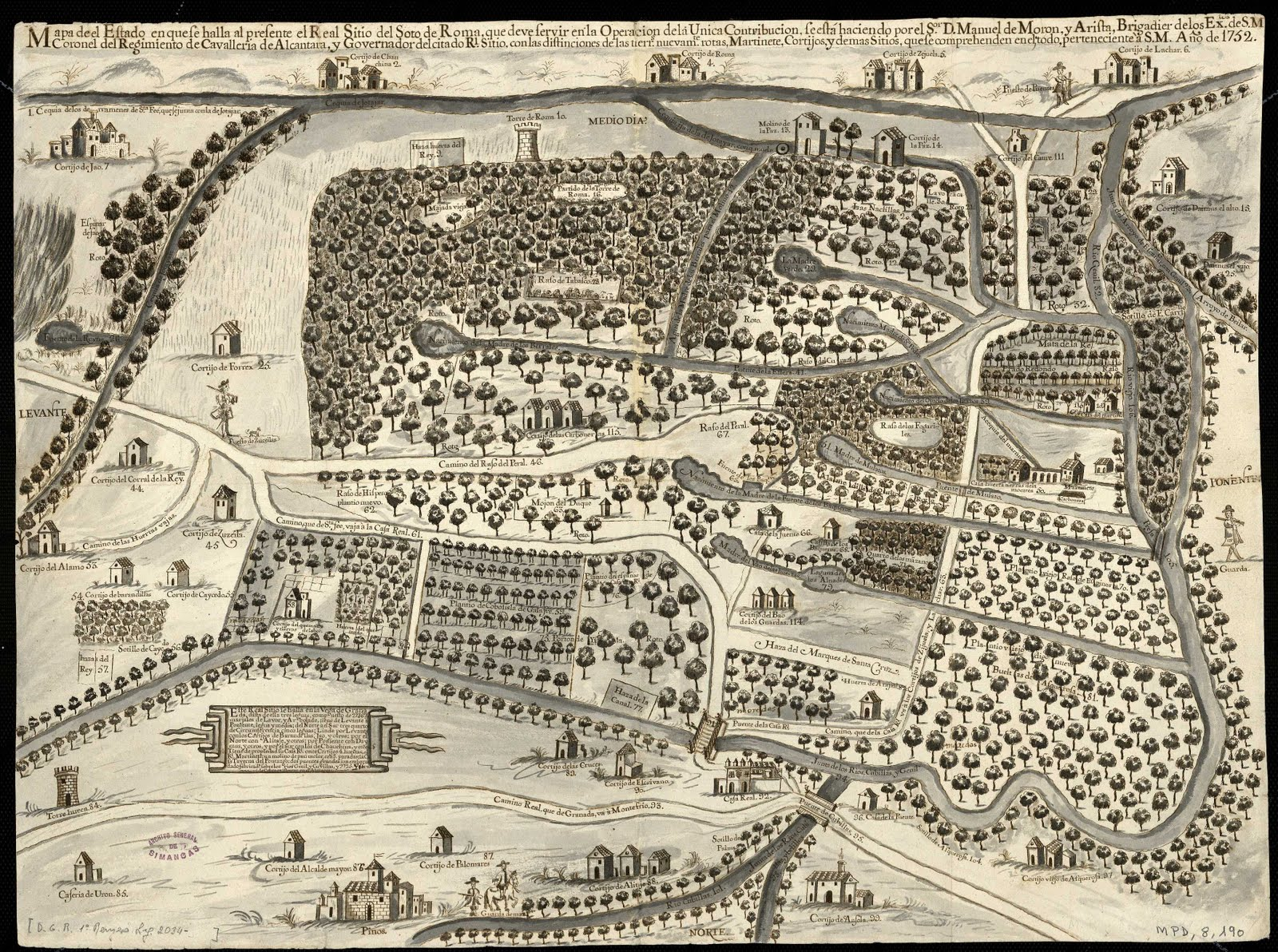
Mapa del Estado en que se halla el Real Sitio del Soto de Roma, que deve servir en la Operación de la Única Contribución, se está haciendo por el Sor. D. Manuel de Moron, y Arista, Brigadier de los Eximo. de S. M. Coronel del Regimiento de Cavalleria de Alcántara, y Governador del citado Rl. sitio, con las distinciones de las tierrs. nuevamte. rotas, Martinete, Cortijos, y demas Sitios, que se comprehenden en el todo, perteneciente à S.M. Año de 1752

Durante el siglo XVI se mantuvo sin alteraciones, en su condición de reserva de caza mayor, para el recreo de los monarcas y como finca que era explotada muy extensivamente en lo agrícola y más intensivamente en lo forestal, como lo demuestra el traslado de una Real Cédula, de 20 de noviembre de 1685, para que se pagase la conducción de la madera del Soto de Roma para reparar los castillos de la Costa Granadina con el fin de montar en ellos la artillería. El mayor beneficio que el Soto produjo a la Corona se cifraba en el producto de sus maderas, vendidas incluso a particulares.
El 1769 fue condenado el conde de Sástago, como dueños de la baronía de Órgiva en Granada, al pago de los daños causados en 1714 por el marqués de Valenzuela, poseedor entonces del estado de Órgiva, en unas tierras confinantes con el Real Sitio Soto de Roma. El asunto continua en 1792. Las noticias se remontan a 1527.
Destacan las de la venta el 27 de octubre de 1550, en Valladolid, por el apoderado del duque de Sessa al rey del cortijo de Velaumen y porción de tierras de los de Galafre y Juceila; y la de la facultad otorgada en 1582 por Felipe II a la duquesa de Sessa de poder librar, cortar y rozar las tierras que tenía en la comarca, en compensación. Y dos croquis; uno de ellos, sin firmar, indica que "es un borrador del que tengo formado para mi gobierno y del abogado".
Y la "escritura de venta que otorgó el Duque de Sessa de los cortejos Belaamín, Galas, Insçeyla, Dayrmuzejo, Darangueleja y Tramulas." 
Edad Contemporánea

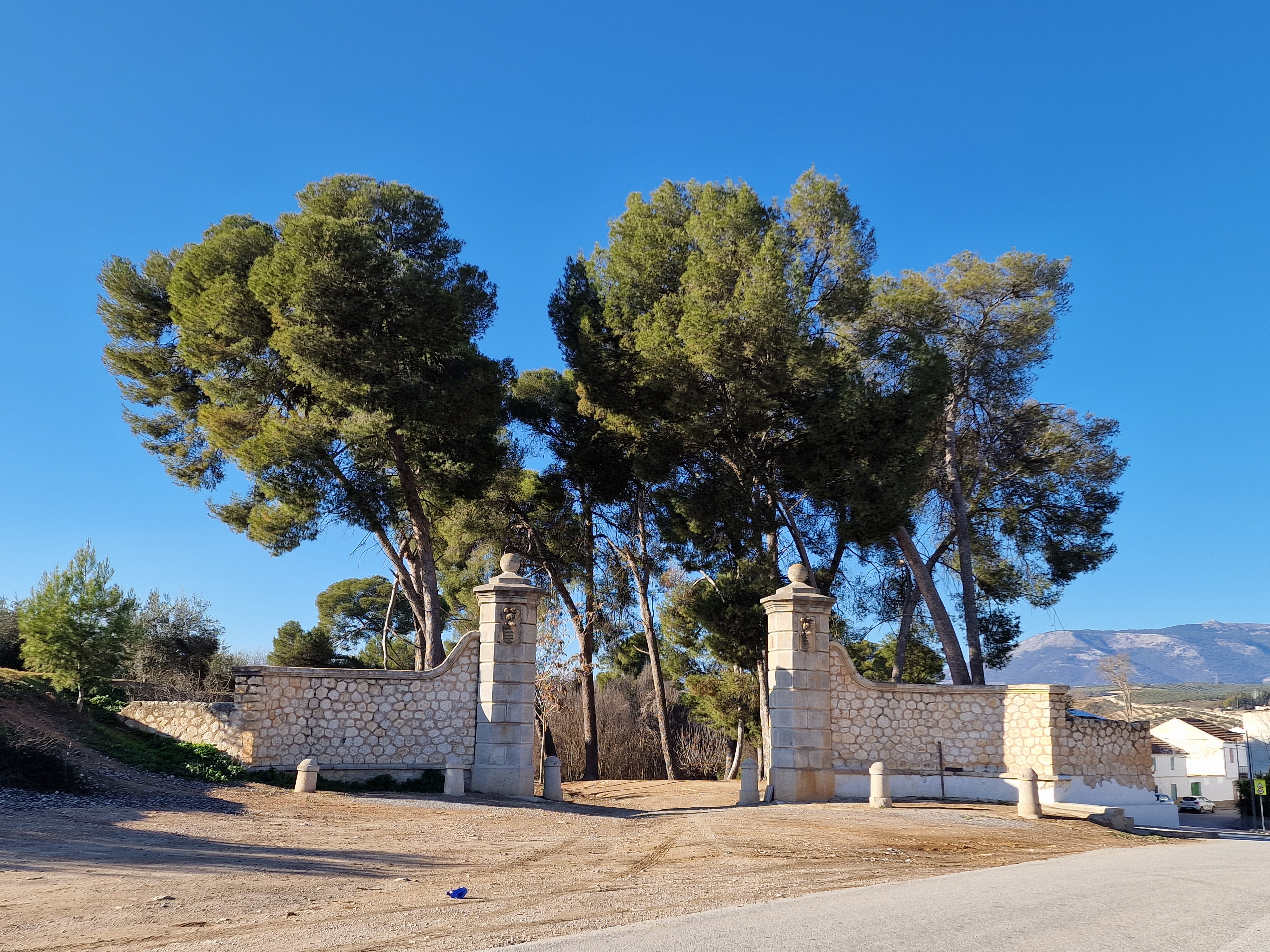
Entrada de la localidad

El día 3 de agosto de 1860 aparece en el diario granadino La Alhambra un aviso para sacar a subasta los arrendamientos de Trasmulas, Daimuz el Bajo, Peñaflor, Chozuelas y Daragoleja. Además se indica que dichos lugares son "propios de la testamentaria del Excmo. Sr. Conde de Sastago". Viendo las sucesiones del Condado de Sástago por lo que probablemente la dueña y testamentaria fuera Doña María de la Soledad Antonia Fernández de Córdoba y Bernaldo de Quirós tras la muerte de su padre el conde en 1857.
El día 23 de abril de 1878 se anunció la venta del pueblo en el diario de Madrid La Correspondencia de España.
Se procedió a la venta por subasta de un lote de cuatro fincas que están reunidas formando un grupo y las separa el río Genil, incluyendo: una cortijada llamada Trasmulas, con tierras de vega, secano y alamedas, divididas en suertes, con sus casas granero, casa del administrador, casa horno y varios censos por solares de casas. Un cortijo llamado Peñaflor, con tierras de vega, secano y su casa. Un cortijo llamado Chozuelas, dividido en dos labores con casas y tierras de vega y secano. Y un cortijo llamado Daragoleja, dividido también en dos labores con sus dos casas y tierras de vega, secano y alamedas.
En dicho diario no se indica quien es el vendedor ni el comprador. Todo indica a que en algún momento de la historia del pueblo, probablemente las tierras son compradas por los Moreno Agrela, que fue una destacada familia granadina de propietarios, banqueros, industriales azucareros y políticos. A la saga familiar han pertenecido numerosos edificios emblemáticos de Granada y Madrid.
Hay un destacado miembro de esta familia, Mariano Agrela y Moreno, quien fue agraciado, el 5 de octubre de 1890, con la merced del condado de Agrela, en el contexto de la política de la reina regente María Cristina de premiar con títulos nobiliarios a aquellos que en tiempos de dificultad para España contribuyeron al desarrollo de la industria y de las finanzas en el país.

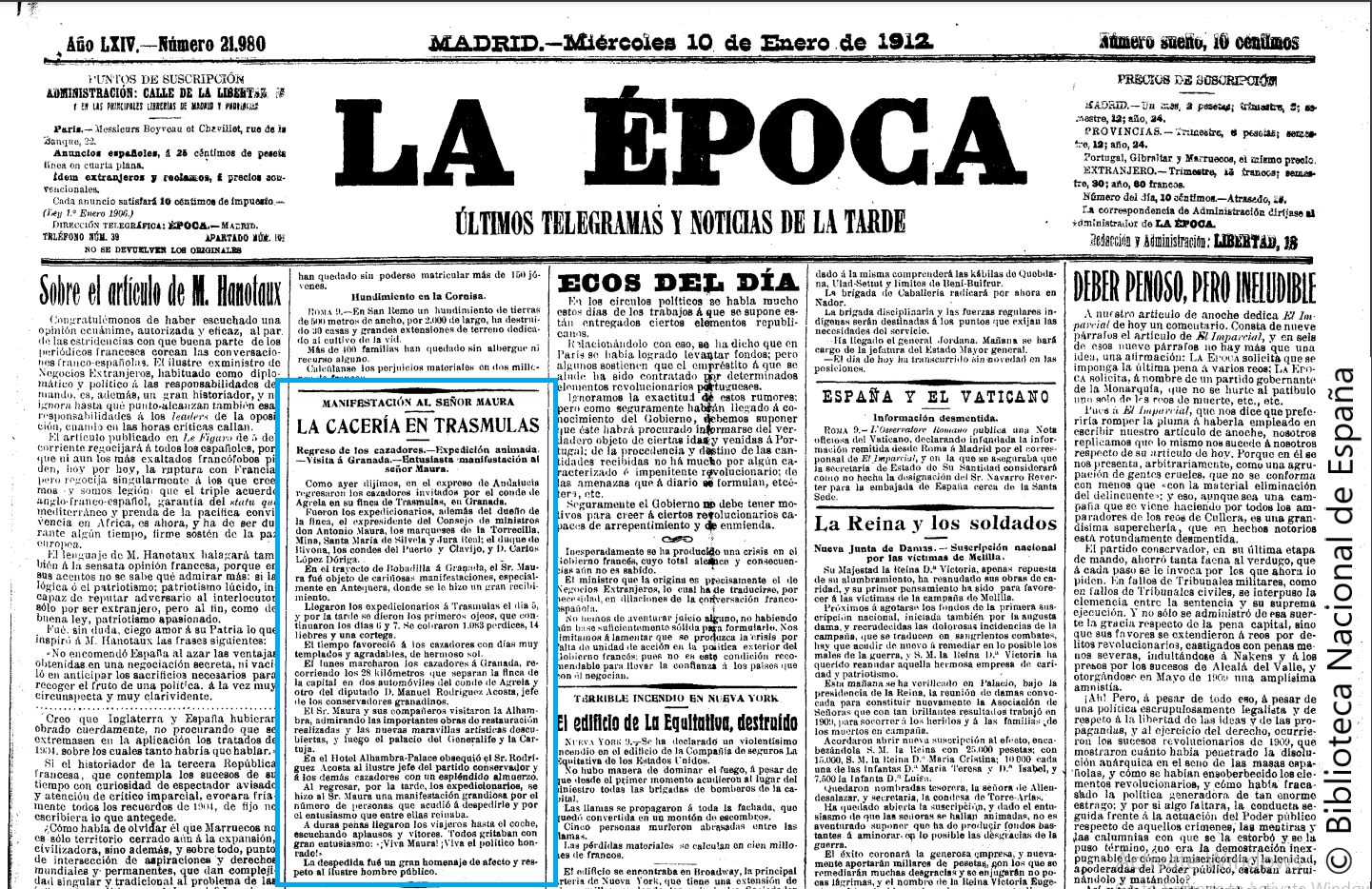
Noticias sobre la cacería Trasmulas en primera plana de prensa nacional

En este momento se producen una serie de casualidades que favorecen el desarrollo de Trasmulas. En primer lugar, la relación de amistad entre el primer conde de Agrela y el rey Alfonso XIII. Por otra parte, la afamada pasión del rey por la caza hacen que se realce el intereses por las fincas de Trasmulas en las que hay un destacado coto de caza. Se suceden de esta manera las menciones en la prensa de la época haciéndose eco de las numerosas visitas cinegéticas del rey a los cotos de caza de Láchar y de Trasmulas, siendo agasajado con los dos señores de ambas posesiones, respectivamente el duque de San Pedro de Galatino y el conde de Agrela. Inicialmente el rey se hospeda en el castillo de Láchar, hasta que el conde de Agrela decide la construcción de un palacio ensanchando la antigua propiedad en 1908 y encargando muebles lujosísimos desde París y Londres.

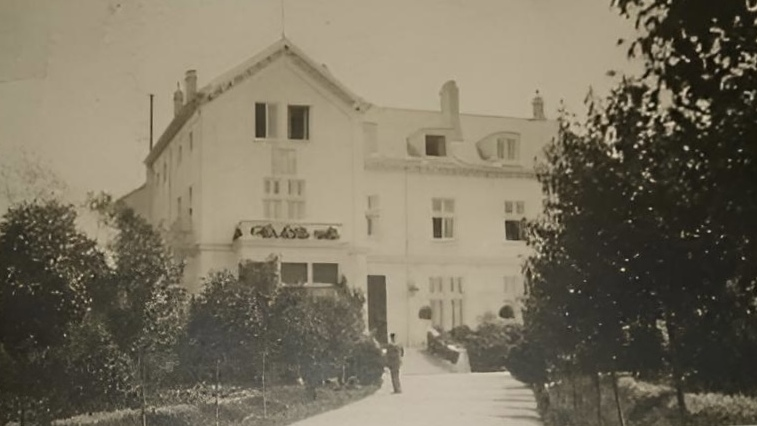
Postal fotográfica del Palacio de Trasmulas

Se sucederá una gran lista de invitados de visita al palacio o a estas cacerías y francachelas, entre ellos muy notables nobles y políticos de la época, como por ejemplo el duque de Alba Jacobo Fitz-James Stuart y Falcó, los presidentes Antonio Maura y Eduardo Dato, etc. Pernoctación notable la del príncipe de Gales Eduardo VIII del Reino Unido y su hermano, el príncipe Jorge, duque de Kent el 2 de mayo de 1927.
También se hospedaron en el palacio los monarcas de Bélgica, el rey Balduino de Bélgica y sus esposa Fabiola de Mora y Aragón de camino a sus posesiones en Motril.
El palacio y su jardín cayeron en desuso y abandono por parte de la familia y herederos de los condes de Agrela. Se desconoce el motivo por el cual, en un momento dado, la familia dejó de pernoctar en el palacio durante sus visitas al pueblo, utilizando en su lugar otra propiedad familiar en la pedanía.
Según testimonios de ancianos del lugar, el deterioro del palacio era significativo, lo que implicaba un elevado coste de reparación para su uso.
La Ley 16/1985, de 25 de junio, del Patrimonio Histórico Español, en vigor desde el 19 de julio de 1985, establecía obligaciones para los propietarios de bienes integrantes del Patrimonio Histórico, incluyendo la conservación, mantenimiento, custodia y la realización de las reparaciones necesarias para asegurar su protección y evitar su deterioro o pérdida.
En la década de 1980, el palacio fue demolido. Este hecho sugiere una posible estrategia por parte de los propietarios para evitar las costosas reparaciones y las obligaciones impuestas por la reciente legislación sobre patrimonio histórico.

## Demografía

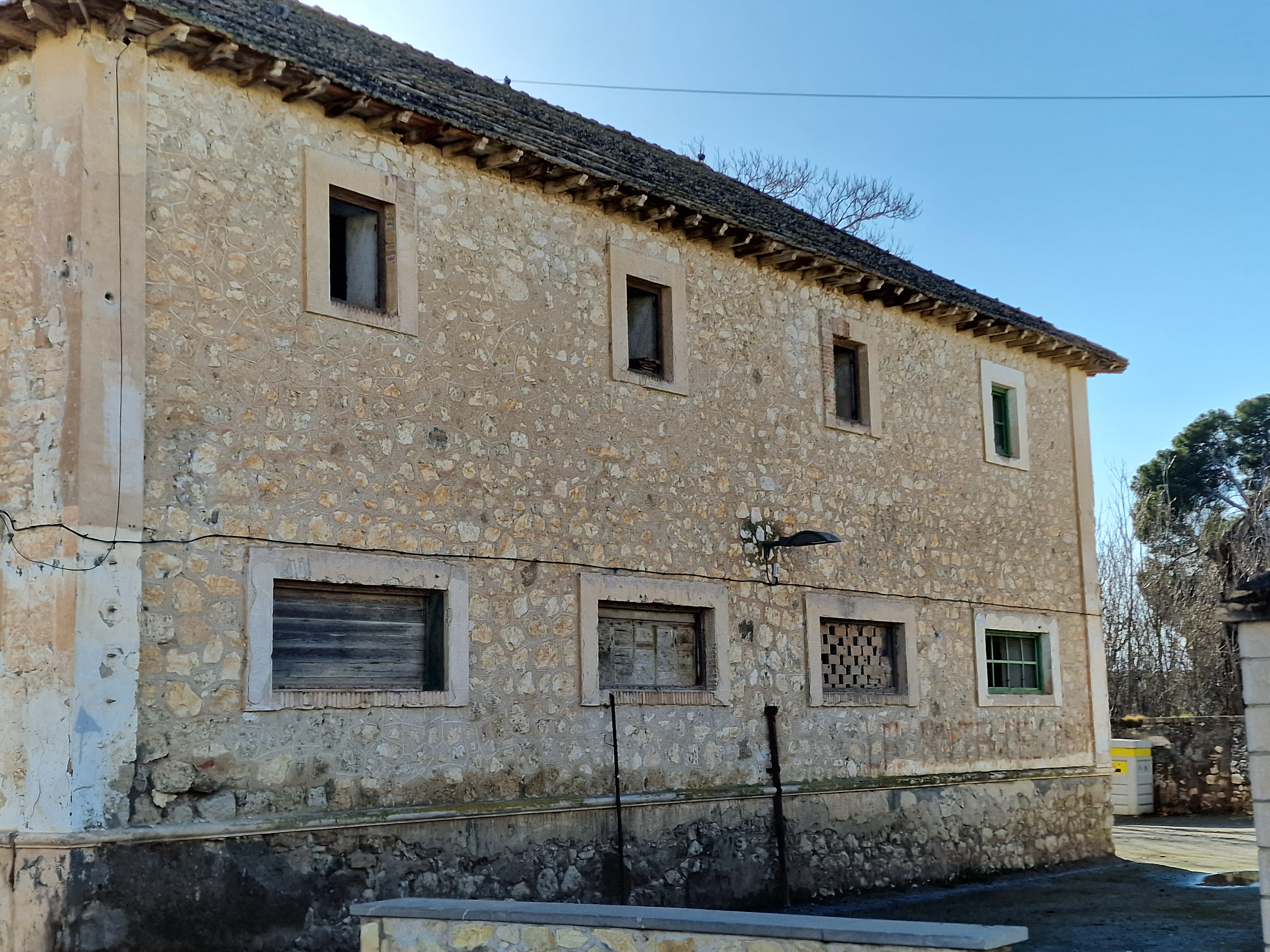
Casa antigua situada en la calle Real

Según el Instituto Nacional de Estadística de España, en el año 2024 Trasmulas contaba con 198 habitantes censados, lo que representa el 2,04% de la población total del municipio.
Como dato curioso, en 1885 Trasmulas también fue afectada con algunos casos durante la epidemia de cólera de 1885, llegando a declararse como infestado de esa enfermedad. Se declararon cinco defunciones en el pueblo el día 25 de julio de 1885 en el Boletín Oficial de la provincia de Santander.

### Evolución de la población
| Gráfica de evolución demográfica de Trasmulas entre 2014 y 2024 |
|                                                                 |
| Datos según el nomenclátor publicado por el INE.                |

## Economía

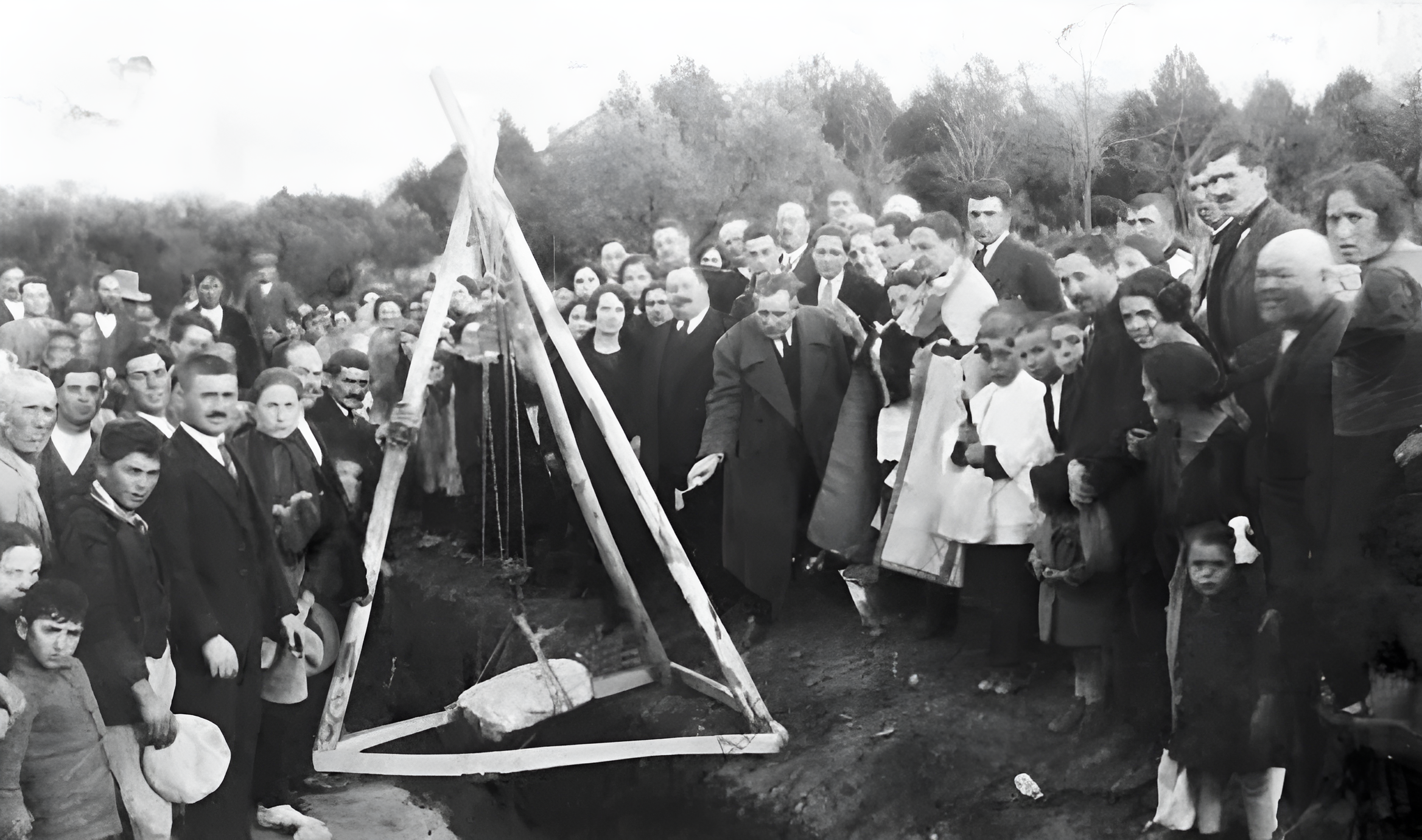
Ceremonia de bendición y colocación de la primera piedra de la fábrica de aceite que el Conde Agrela regala al pueblo

Las principales actividades económicas son la agricultura y la ganadería. Cabe destacar que aunque la localidad pertenece al municipio de Pinos Puente, tiene por cercanía una gran dependencia económica al municipio de Láchar, al encontrarse allí los bancos, supermercados, tiendas y la farmacia más cercanos, y en el anejo lachareño de Peñuelas, por estar allí el colegio más próximo.
Hay constancia por la prensa de la época de una donación del Conde de Agrela de la fábrica de aceite, conocida como "El molino". Existe una fotografía de la ceremonia donde se produce la bendición y colocación de la primera piedra el 31 de diciembre de 1925.

## Servicios públicos

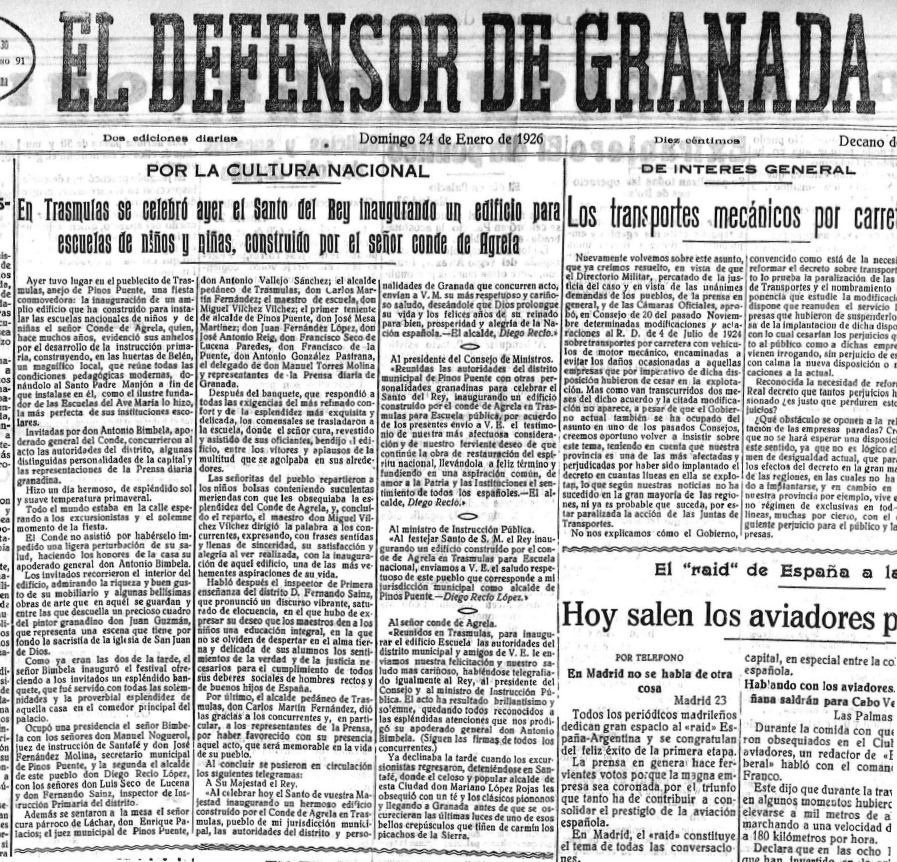
Inauguración Escuelas de Trasmulas en la prensa local

### Educación
Se puede constatar que ha existido una escuela en el pueblo por lo menos desde 1872, donde aparece una vacante para puesto de maestro de escuela en la revista semanal de instrucción pública La Idea de Madrid el lunes 7 de octubre de 1872. En la página 8 puede leerse en la sección oficial de vacantes que se ofrece plaza por concurso para escuela de niños con una dotación anual fija de 520 pesetas. Además de la dotación fija, disfrutaran los profesores que las obtengan casa-habitación, según previene la ley, y las retribuciones de los niños pudientes.
Mariano Agrela también se preocupó por la educación de la juventud y construyó a su cargo sendas escuelas en el pueblo de Trasmulas y en el barrio del Realejo de la capital granadina.
Las que hoy son las antiguas escuelas fueron inauguradas el 23 de enero de 1926 en el santo del rey Alfonso XIII haciendo una gran celebración. Se hicieron un gran banquete con las personalidades y les mandaron telegramas informativos al rey, al presidente del gobierno y al ministro de Educación de la época. Además se hizo eco de la noticia en primera plana el diario local al día siguiente.

## Comunicaciones

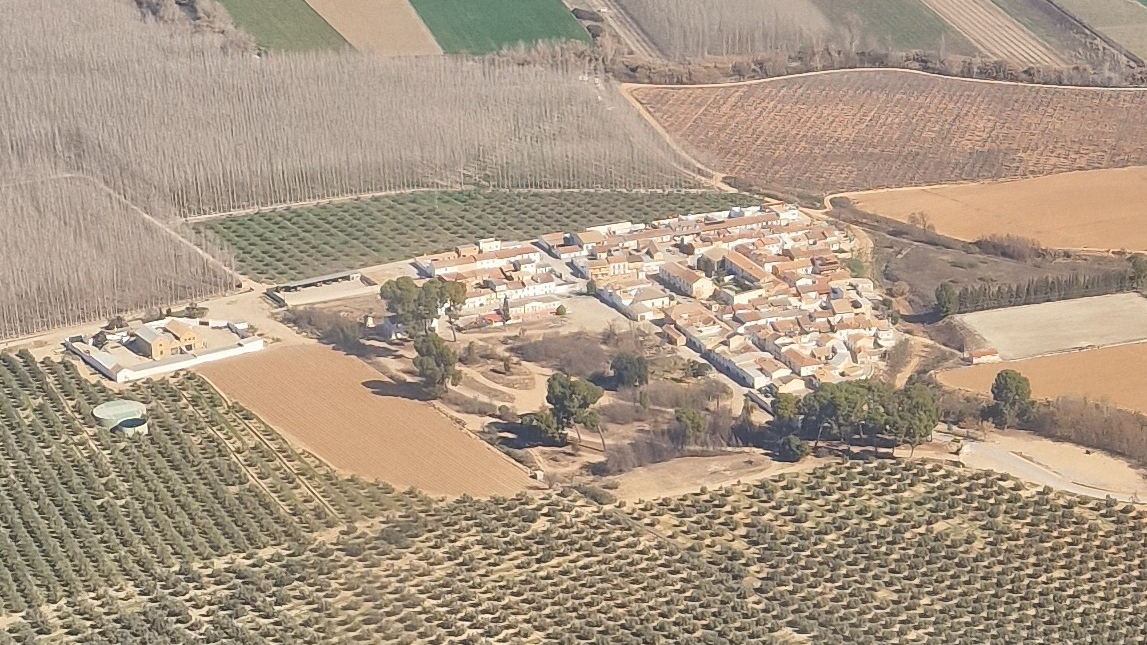
Vista aérea de la localidad

### Carreteras
La única vía de comunicación que transcurre junto a esta localidad es:
| Identificador | Denominación | Itinerario        |
| ------------- | ------------ | ----------------- |
| A-92          | Autovía A-92 | Sevilla - Almería |

Algunas distancias entre Trasmulas y otras ciudades:
| Ciudades     | Distancia (km) |
| ------------ | -------------- |
| Pinos Puente | 24             |
| Granada      | 27             |
| Jaén         | 104            |
| Almería      | 181            |
| Murcia       | 301            |

### Autobús
En la actualidad existe una línea de autobús del Consorcio de Transporte Metropolitano del Área de Granada que conecta Trasmulas con el centro de la capital:
- Línea 340: Granada - Santa Fe - Cijuela - Láchar - Trasmulas - Peñuelas - Castillo de Tajarja - El Turro.

## Cultura

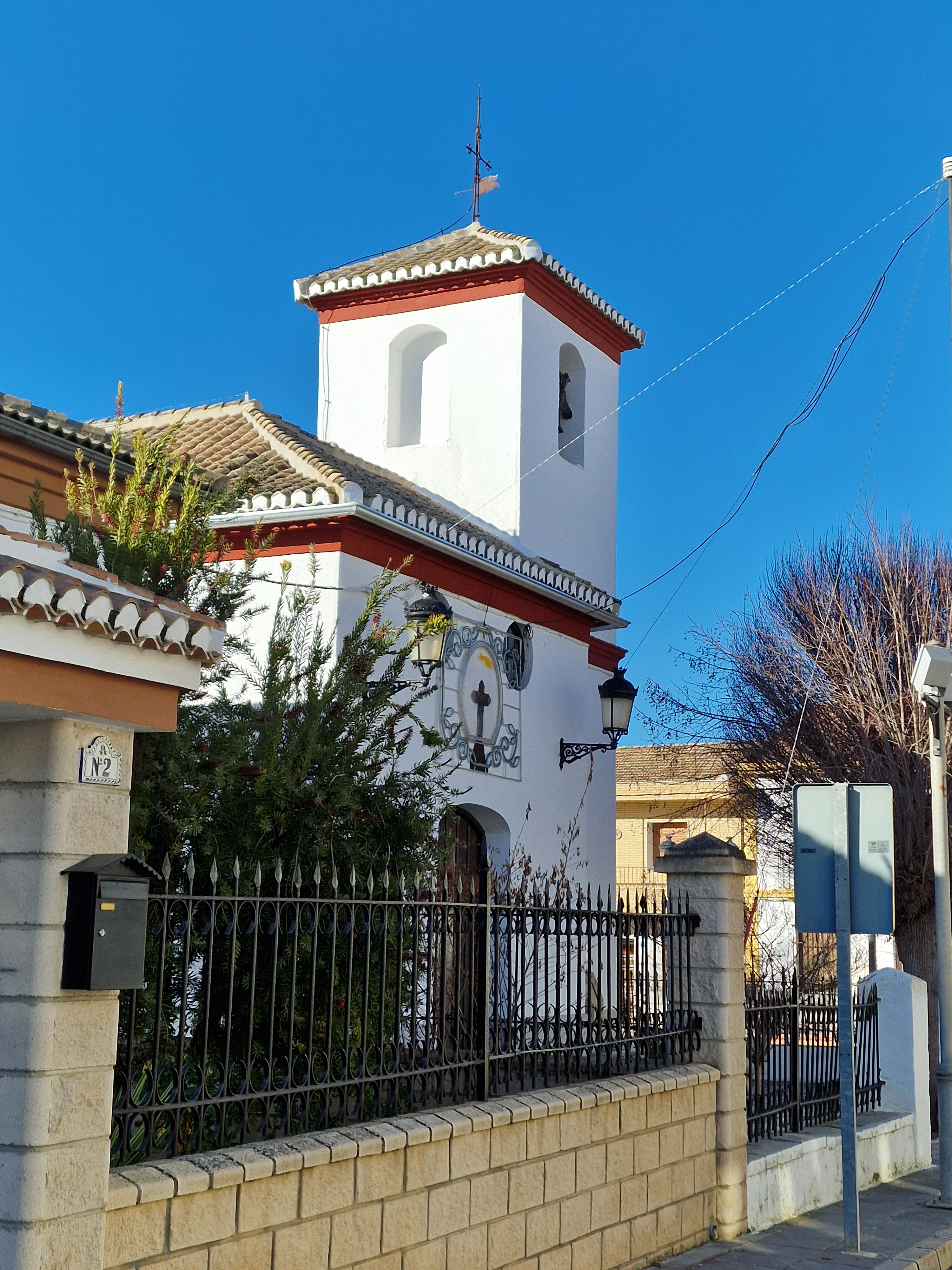
Iglesia de Nuestra Señora del Rosario

De Trasmulas se destaca el pilar, donde las mujeres lavaban la ropa y bebía el ganado; el estanquillo; la pasarela colgante conocida como "la trampa"; y la fuentecilla, que está en El Jardín y de la cual emana un gran caño de agua tanto en invierno como en verano, haya sequía o no.
Sus fiestas populares se celebran cada año el primer fin de semana de octubre, en honor a su patrona, Nuestra Señora del Rosario.

## Gastronomía
En Trasmulas destaca un tipo de buñuelos que se llaman "chochicos de vieja" que saben como los churros o tejeringos. También las típicas empanadillas de la zona rellenas de chocolate y cabello de ángel.